# Cmentarz ewangelicki na Kępie Zawadowskiej
Cmentarz ewangelicko-augsburski na Kępie Zawadowskiej – cmentarz położony na terenie osiedla Kępa Zawadowska w dzielnicy Wilanów w Warszawie, przy ulicy Sytej.

## Historia
Cmentarz został założony ok. 1832. Miał służyć luterańskim osadnikom – Olendrom – którzy osiedli w Kępie Zawadowskiej w 1819 na mocy umowy z właścicielami pobliskiego Wilanowa – Potockimi. 
Niewielka nekropolia o powierzchni ok. 0,8 ha powstała na sztucznie usypanym wzniesieniu. Osadnicy użytkowali cmentarz do lipca 1944, kiedy to zostali przymusowo ewakuowani przed nadchodzącym frontem przez władze niemieckie. 
Nieużywany cmentarz z biegiem czasu popadał w ruinę. Zachowało się kilkanaście nagrobków.